# Gerhard Barkhorn
Gerhard "Gerd" Barkhorn là phi công chiến đấu phi công ách chủ bài người Đức có số chiến thắng cao thứ hai trong lịch sử, sau Erich Hartmann, một phi công Đức khác và là bạn thân của Barkhorn. Trong lịch sử hàng không quân sự thế giới, chỉ có Barkhorn và Hartmann là hai phi công chiến đấu ách chủ bài có số chiến thắng trên 300.
Barkhorn gia nhập Không quân Đức Quốc xã (Luftwaffe) năm 1937 và hoàn thành huấn luyện vào năm 1939. Ông thực hiện phi vụ chiến đấu đầu tiên vào tháng 5 năm 1940 tại Pháp. Ông tham gia Trận chiến nước Anh nhưng không ghi được chiến thắng nào. Chiến tích đầu tiên của ông đến vào tháng 7 năm 1941 tại chiến trường phía Đông. Đến tháng 3 năm 1944, ông được trao tặng Huân chương Chữ thập Hiệp sĩ với Lá sồi và Thanh kiếm (Ritterkreuz mit Eichenlaub und Schwertern) với chiến thắng thứ 250.
Barkhorn có tổng cộng 1.104 phi vụ chiến đấu và 301 chiến thắng trên mặt trận Xô-Đức với các kiểu chiến đấu cơ Messerschmitt Bf 109 và Focke-Wulf Fw 190D-9. Ông từng là thành viên của Không đoàn Chiến đấu cơ 52 (Jagdgeschwader 52 - JG 52) và Không đoàn Chiến đấu cơ 2 (Jagdgeschwader 2 - JG 2). Chưa đầy hai tuần sau khi rời JG 52 và mặt trận Xô-Đức, ông đã gia nhập Không đoàn Chiến đấu cơ 3 (JG 3), tham gia bảo vệ không phận nước Đức trước những đợt không kích của Đồng minh phương Tây.
Sau chiến tranh, Barkhorn bị bắt làm tù binh bởi Đồng minh phương Tây vào tháng 5 năm 1945 và sau đó được thả ra. Barkhorn gia nhập Không quân Tây Đức (Bundesluftwaffe) từ năm 1956 đến năm 1976. Ngày 6 tháng 1 năm 1983, Barkhorn bị tai nạn xe hơi cùng với người vợ Christl và ông mất hai ngày sau đó.

## Tuổi thơ
Gerhard Barkhorn sinh ra tại Königsberg, Đông Phổ ngày 20 tháng 5 năm 1919. Ông gia nhập Luftwaffe năm 1937 và bắt đầu được huấn luyện bay vào tháng 3 năm 1938. Sau khi hoàn thành khóa huấn luyện phi công, ông mang cấp hàm Thiếu úy (Leutnant) và được bổ nhiệm làm phi đoàn trưởng (Staffelkapitän) của Không đoàn Chiến đấu cơ 2 (Jagdgeschwader 2-JG2) Richthofen vào đầu năm 1940, một đơn vị có truyền thống lâu đời từ Thế chiến thứ nhất.

## Thế chiến thứ hai

### Giai đoạn đầu
Barkhorn có những phi vụ chiến đấu đầu tiên trên vùng trời Bỉ và Pháp trong Trận chiến nước Pháp và sau đó là miền nam nước Anh trong Trận chiến nước Anh. Ngày 1 tháng 8 năm 1940, Barkhorn chuyển đến phi đoàn 6./Jagdgeschwader 52 (JG 52). Trong thời gian này, ông lái kiểu chiến đấu cơ Messerschmitt Bf 109E và không ghi được chiến thắng nào sau 21 phi vụ, thậm chí còn một lần bị bắn hạ tại eo biển Anh vào ngày 29 tháng 10 tuy nhiên đã được cứu trong tình trạng không bị thương. Một thời gian ngắn sau, ông được trao tặng Huân chương Chữ thập Hạng nhất (Eisernes Kreuz erster Klasse).

### Mặt trận Xô-Đức
Năm 1941, JG 52 được đưa sang mặt trận phía Đông để tham gia vào Chiến dịch Barbarossa. Ngày 2 tháng 7, phải đến phi vụ thứ 120, Barkhorn mới có chiến thắng đầu tiên, một chiếc oanh tạc cơ Ilyushin DB-3 của Không quân Liên Xô. Sau đó, những chiến thắng cứ đều đặn đến với ông. Đến tháng 11, ông đã có 10 chiến thắng và được thăng hàm Oberleutnant ngày 11 tháng 11 năm 1941.
Ngày 21 tháng 5 năm 1942, Barkhorn được bổ nhiệm làm phi đoàn trưởng phi đoàn 4./JG 52. Tháng 5 năm 1942, ông có 7 chiến thắng, 16 chiến thắng trong tháng 6 và 31 chiến thắng trong tháng 7 (riêng ngày 19 và 20 tháng 7, ông trở thành phi công ách chủ bài trong ngày lần lượt với 6 chiến thắng và 5 chiến thắng). Ngày 25 tháng 7, ông bị thương trong chiến đấu khi lái chiếc chiến đấu cơ Bf 109 F-4 và phải nghỉ hai tháng trước khi trở lại vào tháng 10. Ngày 23 tháng 8, ông nhận Huân chương Chữ thập Hiệp sĩ với thành tích bắn hạ 59 máy bay. Trong tháng 10, ông có thêm 14 chiến thắng, chủ yếu là trước các chiến đấu cơ Yak-1 hay LaGG-3. Đến ngày 19 tháng 12 năm 1942, Barkhorn đã nâng thành tích của mình lên con số 101. Ngày 9 tháng 1 năm 1943, Barkhorn có chiến thắng thứ 105. Nạn nhân của ông bao gồm Thiếu úy Vasiliyev và Anh hùng Liên Xô Podpolkovnik Lev Shestakov thuộc Trung đoàn Chiến đấu cơ 236. Barkhorn liên tục tấn công hai chiếc chiến đấu cơ Yakovlev Yak-1 cho đến khi chúng bốc cháy, nhưng cả hai phi công đều sống sót. Barkhorn được tặng thêm Lá sồi vào Huân chương Chữ thập Hiệp sĩ trong ngày 11 tháng 1 năm 1943 sau hơn 120 chiến thắng. Thành tích sau đó của ông tiếp tục được duy trì: 15 trong tháng 2, 6 trong tháng 3, 7 trong tháng 5, 4 trong tháng 6, một trong tháng 7 và tháng 8 cực kỳ thành công với 24 chiến thắng, trong đó có chiến thắng thứ 150 là một chiếc Ilyushin Il-2 ngày 8 tháng 8.

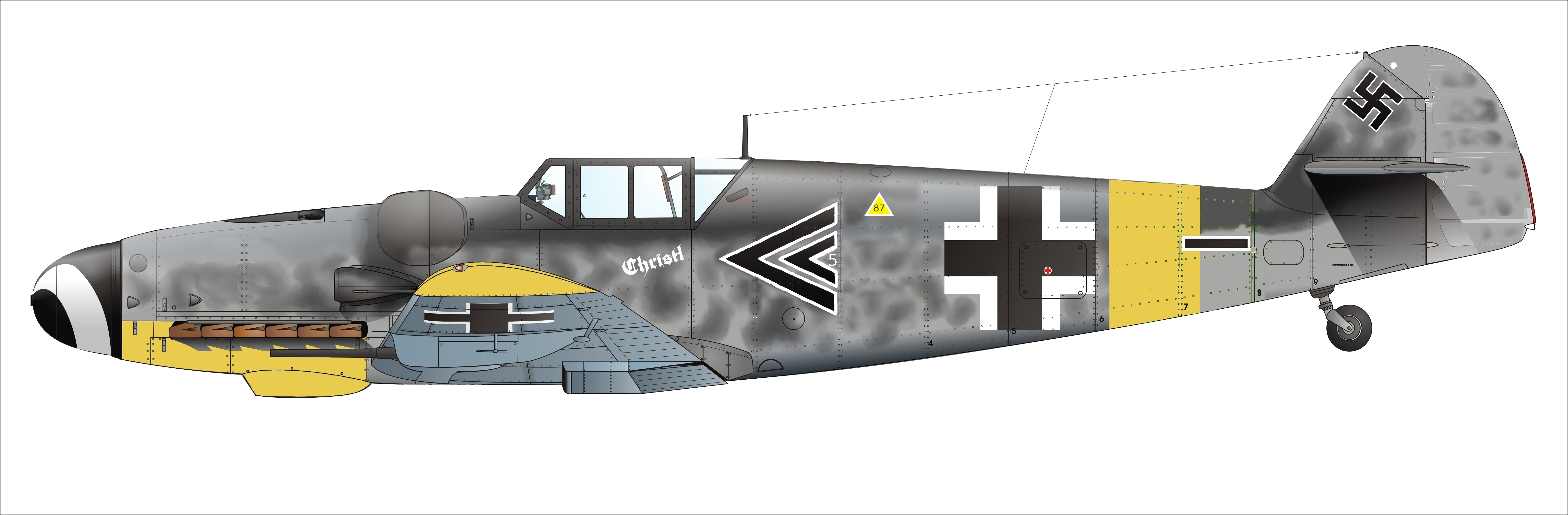
Chiếc chiến đấu cơ Messerschmitt Bf 109 G-6 của Gerhard Barkhorn tại JG 52, thời điểm tháng 11 năm 1943

Tháng 9 năm 1943, Barkhorn với quân hàm Hauptmann được bổ nhiệm làm Gruppenkommandeur của phi đoàn II./JG 52 và trong tháng này, ông có 15 chiến thắng. Ngày 5 tháng 9, phi công Anh hùng Liên Xô Nikolay Klepikov, người đã có 10 chiến thắng cá nhân và 32 chiến thắng chung bị giết chết bởi Barkhorn, nhưng bù lại trong ngày này phi công cùng đơn vị của ông, Oberleutnant Heinz Schmidt, phi công ách chủ bài 173 chiến thắng cũng tử trận. Hai chiếc Lavochkin La-5 bị bắn hạ là nạn nhân thứ 165 và 166 của ông. Barkhorn đạt ngưỡng 200 chiến thắng ngày 30 tháng 11 năm 1943. Ngày 23 tháng 1 năm 1944, Barkhorn trở thành phi công chiến đấu cơ đầu tiên hoàn thành 1.000 phi vụ.
Phi đoàn của ông là đơn vị chiến đấu cơ của Đức yểm trợ cho khu vực Crimea và Kuban. Trong vòng ba tháng, từ tháng 12 năm 1943 cho đến ngày 13 tháng 2 năm 1944, đơn vị có tổng cộng 350 chiến thắng, trong đó riêng cá nhân Barkhorn là 50 chiến thắng. Ngày 13 tháng 2, ông có chiến thắng thứ 250 là một chiếc Yak-1 và phía Liên Xô đã treo thưởng rất lớn cho mạng sống của ông.
Ngày 2 tháng 3 năm 1944, ông được tặng thêm Thanh kiếm vào Huân chương Chữ thập Hiệp sĩ. Barkhorn được thăng hàm Thiếu tá ngày 1 tháng 5 năm 1944. Ngày 31 tháng 5, trong phi vụ thứ sáu của mình trong ngày, do thiếu tập trung trong lúc tấn công các oanh tạc cơ, ông đã bị tấn công và bắn hạ bởi một chiếc P-39 Airacobra của Liên Xô. Chiếc máy bay Bf 109G-6 của ông bị hư hại nặng và mặc dù bị nhiều vết thương ở vai và chân phải, ông vẫn đưa máy bay của mình hạ cánh đúng vị trí quân mình. Ông phải nằm điều trị trong suốt bốn tháng và trở lại chiến đấu vào cuối tháng 10.
Sau khi trở về đơn vị, những chấn thương tâm lý và chứng căng thẳng trong chiến đấu của Barkhorn bắt đầu thể hiện rõ. Khi ngồi trong buồng lái, ông không kiểm soát được sự lo lắng và thậm chí khi bay với đồng đội ông cũng cảm thấy sợ hãi. Phải mất vài tuần, ông mới thoát khỏi tình trạng này.
Ngày 14 tháng 11, ông có chiến thắng thứ 275, Trong những tuần tiếp theo, Barkhorn có thêm 26 chiến thắng nữa. Ngày 28 tháng 12, ông có chiến thắng thứ 300 và chiến thắng cuối cùng (chiến thắng 301) đến vào ngày 5 tháng 1 năm 1945.

### Bảo vệ không phận Đức Quốc xã
Ngày 16 tháng 1 năm 1945, Barkhorn được bổ nhiệm làm Không đoàn trưởng Không đoàn Chiến đấu cơ 6 (Jagdgeschwader 6 - JG 6), một đơn vị được giao nhiệm vụ bảo vệ vùng trời nước Đức và được trang bị kiểu chiến đấu cơ Focke-Wulf Fw 190D. JG 6 tập hợp hầu hết là những phi công mới huấn luyện và phi công từng lái kiểu chiến đấu cơ hai động cơ Messerschmitt Bf-110 cho nên chịu nhiều tổn thất trước các máy bay Hoa Kỳ. Barkhorn không giữ chức vụ này lâu vì vấn đề sức khỏe và căng thẳng thần kinh.
Sau thời gian chữa trị, Barkhorn được Adolf Galland mời gia nhập đơn vị chiến đấu cơ phản lực Messerschmitt Me 262 Jagdverband 44 (JV 44) đóng tại sân bay München-Riem vào giữa tháng 4 năm 1945. Tuy nhiên, ông đã không ghi được bất kỳ chiến thắng nào khi lái loại chiến đấu cơ này. Ngày 21 tháng 4 năm 1945, ông có phi vụ 1.104 và cũng là phi vụ cuối cùng. Một trong hai động cơ của chiếc máy bay ông đang lái bắt lửa khi ông đang cố gắng tiếp cận đội hình oanh tạc cơ Hoa Kỳ do đó ông phải hạ cánh khẩn cấp. Khi gần đến sân bay, chiếc máy bay của ông bị nhiều chiến đấu cơ P-51 Mustang tấn công; Barkhorn đã hạ cánh thành công chiếc máy bay đang cháy của mình với một vết thương nhẹ ở cổ do hậu quả việc mở cửa buồng lái nhanh để thoát ra, cánh cửa đã đóng sầm vào cổ ông. Barkhorn đã bị quân Đồng minh phương Tây bắt giữ tại bệnh viện, trước khi được thả ra vào tháng 9 năm 1945.
Barkhorn đã có tổng cộng 301 chiến thắng trong 1.104 phi vụ, bao gồm 110 chiến đấu cơ Yak, 87 chiến đấu cơ LaGG, 21 cường kích Il-2 và 12 oanh tạc cơ hai động cơ. Tất cả chiến thắng này đều được ghi trên mặt trận phía Đông.

## Sau chiến tranh
Barkhorn gia nhập Không quân Tây Đức (Bundesluftwaffe) năm 1956, nắm quyền chỉ huy Jagdbombergeschwader 31 (JaboG 31 "Boelcke") và về hưu năm 1976 với cấp hàm Trung tướng.
Ngày 6 tháng 1 năm 1983, trong lúc lái xe trong tình trạng bão tuyết tại một xa lộ gần Köln, ông và vợ của mình, bà Christl bị tai nạn xe hơi; vợ ông chết ngay lập tức còn ông chết tại bệnh viện hai ngày sau đó. Hai vợ chồng được an táng tại Tegernsee, Bavaria.